# Planetare Nomenklatur

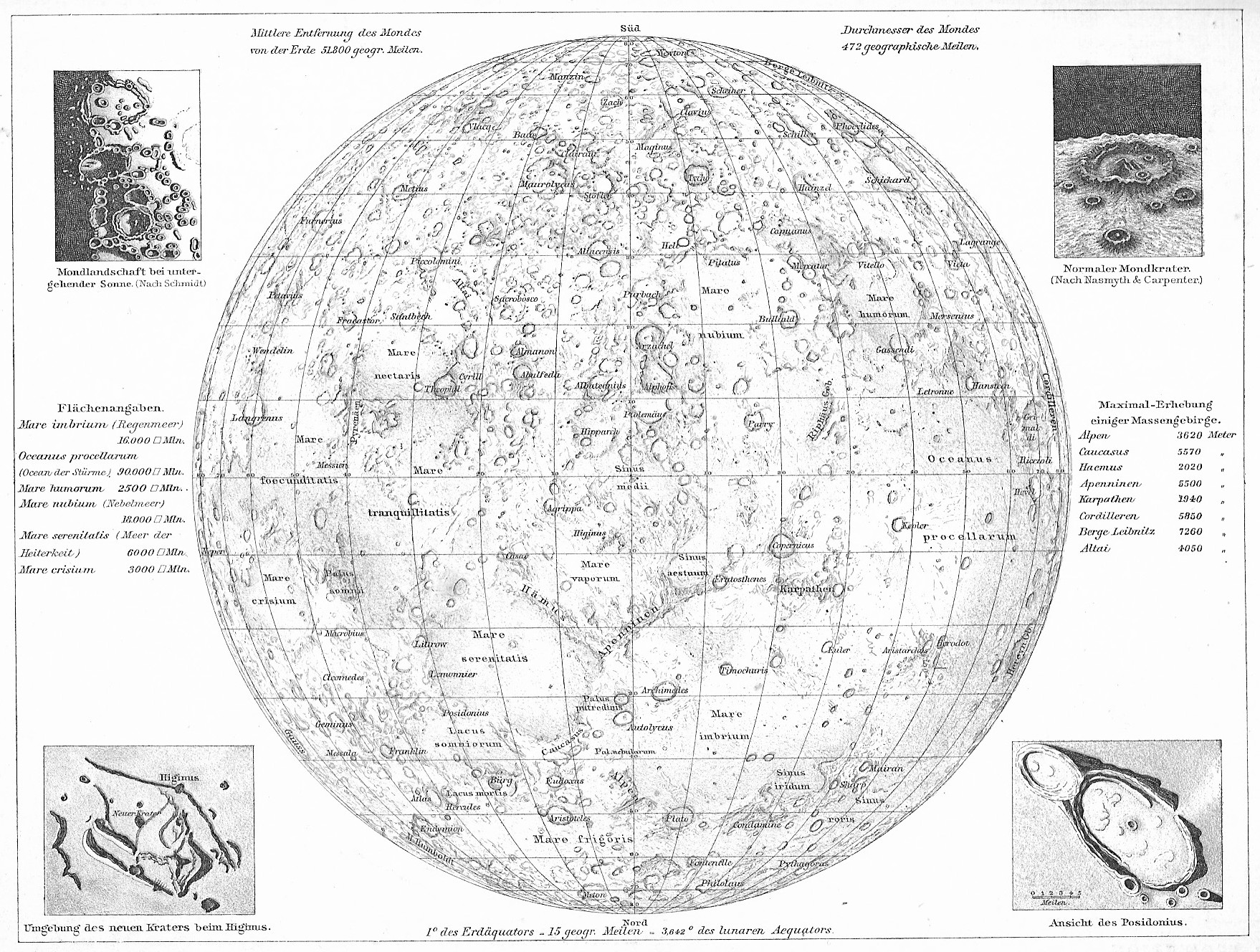
Alte Mondkarte mit nicht mehr IAU-konformen Bezeichnungen (Andrees Allgemeiner Handatlas von 1881).

Die Nomenklatur des Planetensystems oder planetare Nomenklatur ist als Teil der astronomischen Nomenklatur das System zur wissenschaftlichen, eindeutigen Bezeichnung von Oberflächenstrukturen von Planeten, Monden und den kleineren Himmelskörpern im Sonnensystem. Die Zuweisung solcher Bezeichnungen liegt seit ihrer Gründung 1919 in den Händen der International Astronomical Union (IAU).

## Verfahren der Namenszuweisung
Sobald von einem Himmelskörper erste Bilder verfügbar sind, wird (meist von der einschlägigen IAU-Arbeitsgruppe) ein Thema gewählt und für einige auffällige Oberflächenstrukturen werden Namen vergeben.
Im Anschluss kann jedermann Vorschläge für weitere Namen einbringen, die von der Arbeitsgruppe dann diskutiert werden.
Wird der vorgeschlagene Name als zum Thema passend erachtet, wird er erst einmal zurückgestellt.
Sobald höher auflösendes Bildmaterial und genauere Karten verfügbar werden und für eine von den beteiligten Wissenschaftlern untersuchte Oberflächenstruktur ein Name angefordert wird, wird aus den vorgeschlagenen Namen ein möglichst passender ausgewählt. Dieser Vorschlag wird an die Working Group for Planetary System Nomenclature (WGPSN), die für planetologische Nomenklatur zuständige Arbeitsgruppe der IAU, weiter geleitet. Dort wird er noch einmal diskutiert.
Wenn der Vorschlag in der WGPSN Zustimmung findet, gilt er als „vorläufig anerkannt“ (provisionally approved) und kann unter entsprechendem Hinweis in Karten und Publikationen verwendet werden.
Schließlich werden diese vorläufigen Namen noch von der alle drei Jahre stattfindenden Generalversammlung der IAU bestätigt. Danach ist der Name „offiziell angenommen“ (adopted).

## IAU-Regeln und -Konventionen
Für die von der IAU akzeptierten Namen gibt es eine Reihe von Regeln und Konventionen, die sich im Laufe der Zeit entwickelt haben:
1. Das System der Nomenklatur sollte in erster Linie einfach, klar und eindeutig sein.
2. Strukturen mit einer Ausdehnung von weniger als 100 m erhalten nur dann einen Namen, wenn sie von außergewöhnlichem wissenschaftlichem Interesse sind.
3. Namen sollten nicht über wissenschaftliche Erfordernisse hinaus vergeben werden, um ihre Zahl möglichst klein zu halten.
4. Mehrfachverwendungen eines Namens sollten vermieden werden.
5. Die verwendete Namensform ist die der Ursprungssprache. Eine Umschrift wird zwar angegeben, ist aber nicht der offizielle Name.
6. Soweit möglich, sollten geschichtlich etablierte Konventionen berücksichtigt werden.
7. Die Namenvergabe sollte international ausgewogen sein. In der Nähe des Landepunktes eines Raumflugkörpers ist ein Übergewicht von Namen aus dem betreffenden Land bzw. Kulturkreis jedoch akzeptabel.
8. Namen, die heute noch von politischer, militärischer oder religiöser Bedeutung sind, werden nicht akzeptiert.
9. Benennung nach Personen erfolgen als Ehrung international anerkannter Persönlichkeiten von bleibender Bedeutung. Die betreffenden müssen seit mindestens drei Jahren verstorben sein. Wenn unterschiedliche Schreibungen eines Personennamens existieren, wird die von der betreffenden Person bevorzugte gewählt.

## Bezeichnungen für Oberflächenstrukturen
Die Namen aller planetaren Strukturen bestehen im Allgemeinen aus einer Strukturbezeichnung (z. B. Sinus) und dem eigentlichen Namen (z. B. Iridum, also Sinus Iridum „Bucht des Regenbogens“), außer bei Kratern, bei denen die Strukturbezeichnung implizit ist und bei einigen kurzlebigen Strukturen, beispielsweise auf den Monden Io und Triton.
| Bezeichnung, Mehrzahl     | Bedeutung                              | Beschreibung | Code |
| ------------------------- | -------------------------------------- | --- | ---- |
| albedo feature            |                                        | ein durch Unterschiede der Oberflächenhelligkeit (Albedo) bestimmtes Gebiet.                                                             | AL   |
| Arcus, Arcus              | Bogen                                  | bogenförmige oder gekrümmte Strukturen (gegenwärtig nur Hotei Arcus auf Titan)                                                           | AR   |
| Astrum, Astra             | Stern                                  | radialsymmetrische Strukturen auf der Venus                                                                                              | AS   |
| Catena, Catenae           | Kette                                  | eine Kette von Kratern | CA   |
| Cavus, Cavi               | Höhlung, Loch                          | tiefe, unregelmäßig geformte Absenkung oder Gruppe von Absenkungen                                                                       | CB   |
| Chaos                     | gestaltlose Urmasse                    | Gebiet mit unregelmäßigem, zerklüftetem Terrain                                                                                          | CH   |
| Chasma, Chasmata          | Erdspalte, Kluft                       | tiefe, langgezogene Spalte oder Kluft | CM   |
| Colles (Mz.)              | Hügel                                  | Gruppe von kleinen Hügeln oder Erhebungen.                                                                                               | CO   |
| Corona, Coronae           | Kranz, Krone                           | ovale oder ringförmige Struktur, die kein Einschlagkrater ist                                                                            | CR   |
| Crater, Crateres          | Mischgefäß, Wasserbecken, Vulkankrater | nahezu kreisförmige Struktur, die vermutlich ein Einschlagkrater ist                                                                     | AA   |
| Dorsum, Dorsa             | Rücken (eines Pferdes oder Esels)      | Geländerücken | DO   |
| eruptive center           |                                        | aktiver Vulkan auf Io (Mond) | ER   |
| Facula, Faculae           | Kienspan, kleine Fackel                | heller Fleck | FA   |
| Farrum, Farra             | Brotfladen                             | flache, pfannkuchenartige Struktur oder Gruppe solcher Strukturen                                                                        | FR   |
| Flexus, Flexus            | Biegung, Krümmung                      | flache, gekrümmte Struktur | FE   |
| Fluctus, Fluctus          | Woge, Flutung                          | mit vulkanischem Ergussgestein überflutete Fläche                                                                                        | FL   |
| Flumen, Flumina           | Fluss                                  | möglicherweise Flüssigkeit transportierende langgestreckte, kanalartige Strukturen auf Titan                                             | FM   |
| Fossa, Fossae             | Graben                                 | lang, schmale und flache Einsenkung | FO   |
| Insula, Insulae           | Insel                                  | isoliertes Gebiet innerhalb einer mit Flüssigkeit bedeckten Region (einzige Struktur dieses Typs ist gegenwärtig Mayda Insula auf Titan) | IN   |
| Labes, Labes              | Erdrutsch                              | Schuttmaterial aus einer Rutschung, Schuttkegel (nur auf dem Mars)                                                                       | LA   |
| Labyrinthus, Labyrinthi   | Labyrinth                              | Gebiet mit sich überlagernden und schneidenden Tälern und Rücken                                                                         | LB   |
| Lacus                     | See                                    | kleine Ebene auf Mond und Mars, mit Flüssigkeit bedeckte Region auf Titan                                                                | LC   |
| landing feature           |                                        | Umgebung der Landeplätze des Apollo-Programms auf dem Mond                                                                               | LF   |
| large ringed feature      |                                        | ringförmige, eingesenkte Strukturen | LG   |
| Lenticula, Lenticulae     | Linse                                  | kleine dunkle Flecken auf Europa | LE   |
| Linea, Lineae             | Linie                                  | dunkle oder helle, lange, dünne Struktur                                                                                                 | LI   |
| Macula, Maculae           | Fleck                                  | dunkler, eventuell unregelmäßiger Fleck                                                                                                  | MA   |
| Mare, Maria               | Meer                                   | große, eher runde Ebene oder Fläche | ME   |
| Mensa, Mensae             | Tisch                                  | Hochfläche mit steil abfallenden Rändern                                                                                                 | MN   |
| Mons, Montes              | Berg                                   | Berg bzw. in der Mehrzahl Gebirgszug oder Gebirge                                                                                        | MO   |
| Oceanus                   | Weltmeer                               | sehr große, dunkle Gebiete (nur auf dem Mond)                                                                                            | OC   |
| Palus, Paludes            | Sumpf                                  | kleine Ebene auf Mond und Mars | PA   |
| Patera, Paterae           | flache Schale                          | unregelmäßiger Krater | PE   |
| Planitia, Planitiae       | Fläche, Ebene                          | nieder gelegene Ebene | PL   |
| Planum, Plana             | Fläche, Ebene                          | Hochfläche oder Hochplateau | PM   |
| Promontorium, Promontoria | Vorgebirge                             | Gebirgsvorsprung in einer Ebene auf dem Mond                                                                                             | PR   |
| Regio, Regiones           | Gebiet                                 | großes, durch Farbe oder Helligkeit abgesetztes Gebiet oder allgemein ein ausgedehntes Gebiet                                            | RE   |
| Reticulum, Reticula       | Netz                                   | netzartige Strukturen auf der Venus | RT   |
| Rima, Rimae               | Riss, Ritze                            | tief eingeschnittene Schlucht oder Spalte auf dem Mond                                                                                   | RI   |
| Rupes, Rupēs              | Klippe                                 | Steilhang oder Steilstufe | RU   |
| satellite feature         |                                        | nach einer Nachbarstruktur benannte Struktur, wobei dem Namen eine Großbuchstabe angehängt wird (siehe z. B. Mösting A)                  | SF   |
| Scopulus, Scopuli         | Klippe                                 | Felsvorsprung, Ausläufer mit Steilstufe, z. B.: Australe Scopuli                                                                         | SC   |
| Sinus                     | Bucht                                  | von einer bogenförmigen Erhebung begrenzte kleine Ebene                                                                                  | SI   |
| Sulcus, Sulci             | Furche, Rinne                          | parallel verlaufende Furchen- und Rinnenstrukturen                                                                                       | SU   |
| Terra, Terrae             | Erde, Land                             | ausgedehntes Gebiet | TA   |
| Tessera, Tesserae         | Täfelchen, Plättchen                   | polygonal gegliedertes Terrain auf der Venus                                                                                             | TE   |
| Tholus, Tholi             | Kuppeldach eines Tempels               | kleine, domartige Erhebungen | TH   |
| Undae                     | Wogen                                  | Dünenfeld | UN   |
| Vallis, Valles            | Tal                                    | flache Einsenkung | VA   |
| Vastitas, Vastitates      | Wüste                                  | ausgedehnte Ebene (gegenwärtig nur Vastitas Borealis auf dem Mars)                                                                       | VS   |
| Virga, Virgae             | farbiger Streifen                      | farblich abgesetzte, längliche Struktur                                                                                                  | VI   |